# Miriam Sucre
María Victoria Cuello Sucre (General Pico, La Pampa, Argentina, 16 de febrero de 1920-Buenos Aires, 8 de julio de 2011), conocida artísticamente como Miriam Sucre, fue una actriz argentina.

## Biografía
Hija de asentados en General Pico en el centro del país, Sucre llegó a Buenos Aires cuando tenía 11 años. Tras terminar sus estudios, se recibió de docente desempeñándose como maestra rural. Luego, se presentó en un concurso del Ministerio de Relaciones Exteriores. Fue becada por el Ministerio de Relaciones Exteriores para abocarse a la Carrera de Nutricionista Universitaria, con el prestigioso profesor Pedro Escudero, creador de las leyes alimenticias. Concurría asiduamente al Teatro Nacional Cervantes a ver los ensayos de las obras. Al enfermar una de las actrices protagónicas (Amanda Varela) la reemplazó bajo la dirección de Mario Danesi.
En 1945 fue convocada por Luis César Amadori para filmar Dos ángeles y un pecador, de Argentina Sono Film con la protagonización estelar de Zully Moreno. En 1947 formó parte de dos películas que hicieron historia: Romance musical, la última película en Argentina de Libertad Lamarque antes del exilio que alternaba cuadros musicales y Albéniz, que consagró actoralmente a Sabina Olmos; y que recibió un premio Cóndor de Plata como Mejor Película en 1948. La trama muestra a un joven Albéniz como víctima de un padre tiránico, que intenta realizar sus propios deseos a través de su hijo. Para escapar de la presión de su padre, Albéniz huye de su casa, primero hacia América del Sur y luego a Estados Unidos. Años más tarde regresa a España y obtiene una beca en el Conservatorio de Bruselas, pero una vez más, el foco de su atención está puesto en las mujeres antes que en la música. El músico alcanza fama internacional mediante conciertos que él mismo financia, obteniendo una gran cantidad de premios. 
En 1949 compuso un papel de apoyo en Juan Globo, con el cómico Luis Sandrini, nuevamente de Amadori. Después de cuatro películas con escaso éxito y que son muy poco recordadas, en 1950 incursionó en Nacha Regules, basada en una novela de Manuel Gálvez, donde acompañó a Nelly Meden. Sus personajes más importantes fueron en Patrulla norte (1950) como Lucila y en El hijo del crack (1953), interpretando a María del Carmen de López con dirección de Francis Lauric, que obtuvo una nominación. En su época de apogeo, se destacó en el Teatro Maipo, El Nacional y el Comedia como vedette.
Además, participó en una infinidad de radioteatros y trabajó en televisión en ciclos como Casino Philips (1966), que se grabó en Chile y fue donde conoció al conductor de TV Juan Carlos Mareco, con quien mantuvo una relación sentimental y Operación Ja Ja (1963), manteniéndose varios años con altos picos de índice de audiencia dirigido por Gerardo Sofovich. También estuvo radicada varios años en Europa, y filmó varios títulos en Cinecittá, en coproducción con Estados Unidos, Alemania, Francia e Italia. Rondando el éxito le llegó la propuesta del director Rod Amateur, para filmar en Hollywood (EE. UU.), pero debido a sus compromisos en Italia no pudo acceder. En teatro desarrolló una vasta carrera teatral, luciéndose en Canallita pero simpático, con Guido Gorgatti.
Retirada de la actividad artística, en 1996 se recibió de médica en la Universidad de Buenos Aires (UBA), trabajando en el Hospital Escuela San Martín con especialidad en geriatría. En 2004, después de 40 años sin actuar, regresó a los escenarios con La herencia al lado de Pepe Soriano; y en 2005 fue candidata a diputada por la Unión para la integración y el resurgimiento (UNIR), sin tener mucha experiencia en este rubro.
Falleció en el mes de julio de 2011 ya residiendo en un geriátrico ubicado en el barrio de Almagro, gracias a la ayuda y compañía que le brindaron sus sobrinos Chichina y Hugo (también ahijado y fallecido en enero de 2012), además de otros familiares y amigos.

## Filmografía en Argentina
- El hombre señalado (1957)
- Isla hechizada (inédita - 1955)
- Reportaje a un cadáver (inédita - 1955)
- El asesino está en libertad (inédita - 1954)
- El hijo del crack (1953)
- Una ventana a la vida (1953)
- Misión en Buenos Aires (1952)
- Las zapatillas coloradas (1952)
- Tierra extraña (1951)
- Patrulla Norte (1951)
- La doctora Castañuelas (1950)
- Mary tuvo la culpa (1950)
- El ladrón canta boleros (1950)
- Nacha Regules (1950)
- Juan Globo (1949)
- El ídolo del tango (1949)
- Una noche en el Ta Ba Rin (1949)
- Se llamaba Carlos Gardel (1949)
- La locura de don Juan (1948)
- Albéniz (1947)
- Romance musical (1946)
- Dos ángeles y un pecador (1945)

## Teatro
- 1953: Buenos Aires versus París, con la "Compañía Argentina de Grandes Revistas", con un amplio elenco en la que se encontraban Miguel de Molina, Alberto Anchart, Tito Lusiardo, Severo Fernández, Ubaldo Martínez, Alfredo Barbieri y Blanquita Amaro, entre otros.